# ドイツ国民に告ぐ

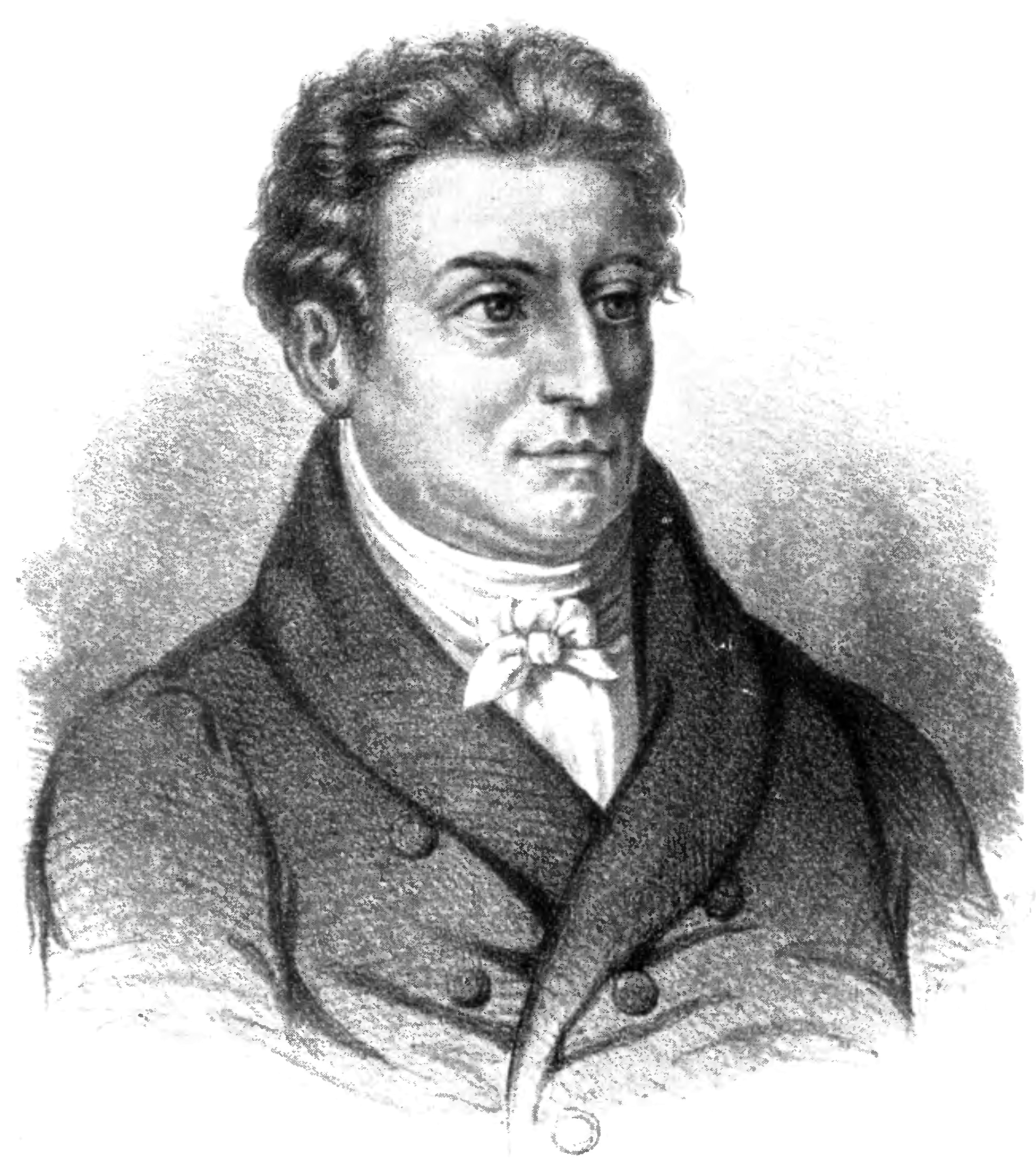
ヨハン・ゴットリープ・フィヒテ

『ドイツ国民に告ぐ』(ドイツこくみんにつぐ、ドイツ語:Reden an die deutsche Nation) は、哲学者ヨハン・ゴットリープ・フィヒテによる著作の中で、最も影響力があり、おそらく最も有名なものである。これは、フランス占領下の1807年12月13日から翌年3月20日まで、毎週日曜日、ベルリンの学術アカデミーで14回にわたりフィヒテが行った、1807/08年の冬学期の連続講演がもとになっている。ベルリン大学は、1810年の創設でこの時点ではまだ存在しない。フィヒテは、ベルリン大学の初代総長に就任する。この講義は、1804/05年の冬学期におこなわれた講義『現代の根本特徴』の続編であり、またその前年1806年に書かれた彼の大学論『学術アカデミーとの適切な連携を持ったベルリンに創設予定の高等教育施設の演繹的計画』と表裏一体となっていて、フィヒテの教育論の重要な部分をなしている。これには、フィヒテがドイツの再生のためには、「新しい教育」の導入無くしては不可能であると考えていたことによる。

## 背景
1806年、ナポレオン・ボナパルトによりライン同盟が結成され、神聖ローマ帝国は崩壊した。同年10月14日、ナポレオン軍は、イエナ・アウエルシュタットの戦いでプロイセン軍を破り、10月27日にはベルリンに入城した。フィヒテは妻子をベルリンに残し、プロイセン政府の移動したケーニヒスベルクに避難した。フィヒテは、1807年6月までかつてカントが教えていたケーニヒスベルク大学で講義をしていたが、ここにもフランス軍が侵攻してくるとの報があり、コペンハーゲンに逃れる。しかし、8月にはベルリンに戻る。翌9月、プロイセン国王フリードリヒ・ヴィルヘルム3世の枢密顧問官だったカール・フリードリヒ・バイメの要請を受けて１ヶ月ほどで大学論『学術アカデミーとの適切な連携を持ったベルリンに創設予定の高等教育施設の演繹的計画』を執筆。この大学論を書き上げた直後、12月13日から開始されたのが、この連続講演である。この年7月、ナポレオンがロシア皇帝アレクサンドル１世と結んだティルジットの和約はプロイセンにとって、領土の半分が奪われるという屈辱的なもので、ベルリンもフランス軍によって蹂躙され、多くの弾圧もされていた。

## フィヒテの教育論
フィヒテは、『ドイツ国民に告ぐ』において、国家再建の道は、神聖ローマ帝国の崩壊の失意の下で利己心にとらわれ、道義心すら失った国民にまず道徳的な革新を訴えかける教育以外にはないと説く。そのため、彼は多くの領邦国家に分かれているドイツの現状を踏まえて、「ドイツ人」を強調する。この「ドイツ人」というのは、分裂した諸邦の事情の違いを乗り越えて、ドイツ国民として「ドイツ精神」(Deutschheit)という根本特徴を共有する人、すべてのことをいう。
このドイツ精神というのは、精神的な目をもって、自分の目で現実を見ようとする人のことである。こういう人を育てるためには、自己の狭い利己心を克服して、道徳的に世界秩序の中で考える力を育てるものでなくてはならない。こういう教育は、特定のエリートや裕福な人たちの層だけでなく、すべてのドイツ人に例外なく提供されなくてはならないという。これは、庶民教育(Volkserziehung)ではなく、ドイツ国民教育(deutsche Nationalerziehung)であり、公民教育なのだという。これこそが引き裂かれた国民の間の絆(紐帯)を回復させるものだという。
この国民教育には、国民の自律的な活動の参与が不可欠なのだが、そこには人間の霊的な生命が働いており、自己活動の原動力となる宗教心があるともいう。ここで公民教育と並んで、新しい教育の最後の事業は、宗教教育だと明言される。
なお、国民の自律性は、その民族性に基づくのでドイツ人本来の特性や母国語の意義を無視することはできないとし、合わせて民族の歴史性や民族精神の支えとなっている学問、特に哲学の持っている意義が強調される。
(第一講から第七講まで)
彼の教育論は、このような教育理念に基づいて展開される。教育は自律(自由)に基づかなければならないが、その自由は国民性を決定する法則から逸脱してはならず、誰でも自己の永遠の発達を望むが、それは民族の永遠の発達に依っているという自覚が必要とされる。だから単純な利己主義というのは否定される。これには２つの条件があって、一つは、民族の絆、「自己の民族への愛」、もう一つは、奉仕の精神、「自己民族への犠牲」である。これらの条件をみたすことで、民族の絆は、真の愛になるという。こうして、祖国は永遠なるものへの媒介となり、永遠の愛は祖国愛になる。ここで例として取り上げられるのは、ローマ帝国とゲルマン民族の現状である。(第八講)
このような愛国心に目覚めさせるための唯一の教育は、生徒を感覚の束縛から解放し、「思惟を刺激し、形成する」ことから始めなくてはならないという。ここで「生徒の精神活動を刺激して形象をつくらせ、この自由な形象によってだけ生徒が学ぶべき全てのものを学ばせる」というヨハン・ハインリッヒ・ペスタロッチの教育法が登場する。
この教育についで教育の本質をなす部分が、道義性の教育となるが(第十講)、これは教育愛を通して語られている。教育愛には、認識の愛と行為の愛があるという。前者は認識の対象への愛で、後者は人間同士の対人的な愛だとされる。認識の愛は、よくわからない、不明瞭なことが、より明瞭にくっきりと認識されるようになることで、子どもの知的能力を感性に結びつけ、行為の愛は、認識に客観性を与え、個人を理性的な人間集団に結びつける。
また、彼の人間観は、人間は生来、利己的であって、それと同時に生まれてくる子どもたちの中に道義心が存在する、ただそれが覚醒していないだけ。道義心を育んでいけば、人の利己心を克服できるという。道義心は、尊敬の対象を求める衝動を持っているが、それは自分が尊敬する対象によって尊重されたい、つもり父親に依って、自制と克己の心を植え付けられる必要がある。それによりこの衝動は、相互の尊敬というかたちで人間精神の真の紐帯を作っていくことになる。
なお、これらの教育を実施していく上で、男女両方に同じ方法で行われなければならない、男女を別々の教育機関に分けるというのは教育の目的に反するので、といい、男女共学を主張し、また勤労を積極的に推進し、怠惰や不正行為をしないように、勤労教育(労作教育)を推奨し、それを国の責務として遂行するように要請する。勤労は、ペスタロッチが貧民の子どもたちを引き受けて教育するのに、読み書きと合わせて手に職をつけるために手仕事(編み物、紡績)を、並行して学ばせるといったのに由来するが、フィヒテは、あくまで基礎教育が優先で、耕作、園芸、牧畜、機械仕事などは副業として経験させるべきとして、ここではペスタロッチと見解を異にした。(第十講)

## フィヒテとペスタロッチの関係
フィヒテの教育論は、ペスタロッチーの教育論と深い関わりを持っている。これはフィヒテの夫人ヨハンナ・マリアのペスタロッチの夫人アンナ(アンナ・シュルティス・ペスタロッチ、1738年 - 1815年)が親しい間柄にあったこと、そのため1793年、33歳のフィヒテは、48歳のペスタロッチのもとを訪問し、数日間滞在して彼から国民教育論を教わり深く感銘を受けた。フィヒテは、『リーンハルトとゲルトルート』を読み、ペスタロッチの関心が貧民の限定されているのに不満を感じていた。またペスタロッチには、国家論に弱点があり、国全体の国民教育を構想するフィヒテにとっては物足りないものであったため、フィヒテは、ペスタロッチの教育思想に自身の政治哲学を結びつけて祖国復興を唱えた。彼らの交流はその後も継続し、『ドイツ国民に告ぐ』はペスタロッチにも謹呈されており、ペスタロッチは、フィヒテの妻に礼状を出している(1809年)。

## 原著の諸版
- Johann Gottlieb Fichte: Reden an die deutsche Nation. Realschulbuchhandlung, Berlin 1808 (Digitalisat und Volltext - Deutschen Textarchiv), doi:10.1515/9783110865646-003.
- Erich Fuchs u. a. (Hrsg.): Johann Gottlieb Fichte. Gesamtausgabe der Bayerischen Akademie der Wissenschaften. Teil 1: Werke, Band 10: Werke 1808–1812. Frommann-Holzboog, Stuttgart-Bad Cannstatt 2005, ISBN 978-3-7728-2170-7.
- Wilhelm G. Jacobs, Peter L. Oesterreich (Hrsg.): Werke in 2 Bänden. Band 2, Frankfurt a. M. 1997, ISBN 3-618-63073-5, S. 539–788.
- Johann Gottlieb Fichte: Reden an die deutsche Nation. 1808. In: Philosophische Bibliothek, Band 204. 5. Auflage. Meiner, Hamburg 1978.

## 二次文献
- Emil Lask: Fichtes Idealismus und die Geschichte. Tübingen 1914 (zuerst: 1902).
- Bertrand Russell: Die geistigen Väter des Faschismus. In: Bertrand Russell: Philosophische und politische Aufsätze. Reclam, 1935, S. 115ff.
- Micha Brumlik: Geheimer Staat und Menschenrecht – Fichtes Antisemitismus der Vernunft. In: ders., Deutscher Geist und Judenhaß. Das Verhältnis des philosophischen Idealismus zum Judentum. Luchterhand, München 2000, S. 75–131.
- Stefan Reiß: Fichtes „Reden an die deutsche Nation“ oder: Vom Ich zum Wir. Akademie-Verlag, Berlin 2006.
- Voigts, Manfred (2003). " Wir sollen alle kleine Fichtes werden!": Johann Gottlieb Fichte als Prophet der Kultur-Zionisten. Philo-Verl.. ISBN 3-8257-0310-X
- 福吉勝男『フィヒテ』清水書院、1998年

## 絵画
フィヒテの『ドイツ国民に告ぐ』で常に想起されるのは、屋外でさまざまな年齢層の男女に向け、石の台座の上にたったフィヒテが手を振り上げて、演説する様を描いた絵画である。これは、アルトゥール・ケンプ(Arthur Kampf)による1913/14年の壁画でベルリン大学の講堂(Aula)にあったものである。これは破壊され、現存しない。